# Українські імена
Украї́нські імена́ — перелік традиційних та поширених українських імен.
Наприкінці X ст., коли Київська Русь прийняла християнство, на зміну давньоруським найменням прийшли християнські імена грецького, латинського і староєврейського походження, запозичені з Візантії разом з релігією. Але давньоруські імена ще тривалий час продовжували побутувати паралельно з новими християнськими іменами. Так, великий київський князь Володимир, який запровадив на Русі християнство, одержав при хрещенні ім'я Василій, а його син Ярослав Мудрий звався церковним ім'ям Георгій (Юрій). Проте літописці іменують обох князів лише своїми, слов'янськими іменами. І не тільки в Х ст., а й пізніше, у XI і XII ст., особи князівського дому мали по два імені — при хрещенні дитина одержувала церковне ім'я, але одночасно вона нарікалась давньоруським, так званим «мирським», іменем.
У староукраїнській мові поширеним було також усічення основи імені, скорочення його до початкового складу: Хведь, Клим, Юр замість Хведор, Климент, Юрій.

## Походження українських імен
Система імен, що побутує в українського народу, формувалася протягом багатьох століть. Основу її складають імена християнського календаря.
У дохристиянських іменах доволі прозора етимологія. Дітей називали здебільшого відповідно до обставин родинного життя. Наприклад, довгоочікуваного сина називали Ждан, небажаного — Неждан, Нечай, перший син діставав ім'я Одинець, третій у сім'ї — Третяк тощо. В іменах відображалися певні риси людей (Буян), пора року, коли дитина з'явилася на світ (Зима), віра в магічну силу імені, спільного із назвою рослини, тварини тощо (Береза, Лев, Орел, Сокіл) тощо.
Імена з негативним емоційним забарвленням давалися як застережний захід: за уявленням давніх українців, погані імена (Горе, Захворай) оберігали дітей від дії злих сил. У дохристиянський період поряд з одноосновними іменами існували й двоосновні зі складами -слав, -мир, -волод, -гост, -бор: Милослав, Радослав, Володимир, Всеволод, Ратибор, Житомир, Боримир, Творимир, Брячислав, Мстислав, Ростислав, Ярослав, Ярополк, Святополк, Доброгост, Мутижир тощо.
У складі сучасних імен дослідники виділяють кілька шарів:
- Візантійські християнські імена, або імена християнського календаря — запозичені разом із введенням християнства на Русі у X ст. Ці канонізовані церквою і зафіксовані у спеціальних книгах (святцях) імена давалися під час хрещення. Візантійські імена, крім давньогрецьких, охоплювали давньоримські і давньоєврейські, а також незначну частину імен тих народів, з якими греки візантійської епохи підтримували торговельні і культурні зв'язки. До візантійських імен належать, наприклад, популярні в Україні імена Іван, Олексій, Михайло, Григорій, Петро, Федір, Ганна, Олена, Катерина. На українському мовному ґрунті вони набули специфічного звукового оформлення, обросли різноманітними варіантами і вже давно не сприймаються як запозичені. Канонізовані церквою імена на території сучасної України приживалися поступово. «Незважаючи на поширеність церковних імен у XIV — XV ст., слов'янські особові назви не виходять з ужитку. Іноді одна й та сама особа є носієм церковного і слов'янського імені: на имя Максима инако влада Драгосиновича»[1]. Паралельне вживання таких імен засвідчують історики мови і в XVIII ст.[2][3]
- Давньоруські — Володимир, Всеволод, Ростислав, Людмила та ін., у тому числі кальки з грецької мови типу Богдан, Віра, Надія, Любов, і окремі імена скандинавського походження, що побутували в Давній Русі, — Ігор, Олег, Ольга.
- Імена, запозичені із західнослов'янських і південнослов'янських мов: Ванда, Ружена, Власта, Квітослава та ін.
- Нові імена, які почали з'являтися у радянський час: Воля, Слава, Октябрина, Кім, Тракторина та ін. Імена-неологізми поповнювалися за рахунок назв квітів: Лілія, Піонія тощо. Іменами ставали слова типу Геній, Ідеал, Ідея, Новела, Іскра та подібні. Як показує мовна практика, перевірку часом витримали далеко не всі імена-неологізми 20-х років.
- Імена, запозичені із західноєвропейських мов, типу Альберт, Арнольд, Артур, Вільгельм, Франц, Жанна, Елеонора та подібні. Їх поширенню сприяли популярні твори зарубіжної художньої літератури, преса, радіо, кіно. Так, на честь героїнь трагедій Вільяма Шекспіра дівчат називали Дездемоною, Джульеттою, Офелією, на честь героїні опери Джузеппе Верді «Травіата» — Віолеттою та ін.
- Індивідуальні імена-новотвори, які виникають у колі тієї чи іншої родини. До таких, наприклад, можна віднести ім'я Вальжанна, згадане у творі І. Григурка «Ватерлінія»:

|  | — А Вальжанна — це хто з таким чудним ім'ям? — Донька. Ім'я... — подвійне. Жінка хотіла Жанною назвати, а я Валентиною. Вирішили піти на компроміс. |

У наші дні переважна більшість імен, якими називають новонароджених, належить до системи традиційних імен, успадкованої від попередніх поколінь, але естетично відшліфованої.

## Регіональні особливості
Спільна для всієї України система імен має на окремих територіях свої особливості. В силу ряду історичних, політичних та географічних факторів деяка специфіка імен помітна на західноукраїнських землях.
До складу імен, які функціонують серед українського населення, особливо на межі з іншими етнічними регіонами Закарпаття, увійшли угорські запозичення (Йовшка, Пішта, Фері, Імрі, Тібор, Гіза, Жужа), чеські (Вожена, Власта), польські (Юзик, Броня, Кася), румунські (Даць, Флорій, Думіка, Никора, Ляна, Нуця), німецькі (Амалія, Вілі, Руді, Терміна, Терта, Йогакка) та ін.
На Буковині виділяється група імен, не властивих іншим територіям України: Теофій, Дністрян, Донекій, Філомена, Арманія, Фонета та ін. У середовищі українців зустрічаються молдовські імена: Віоріка, Лівія, Родіка, Філінія, Манолія і подібні.
У вживанні загальнонаціональних імен на території різних діалектів відображаються відповідні місцеві фонетичні та морфологічні риси. Наприклад, у деяких говірках південно-західної групи ім'я Дмитро звучить як Ґмитро, Марися як Маришя; Ілько, Омелько, Антін — як Тилько, Гомелько, Гантін. Орудний відмінок чоловічих імен типу Микита, Кузьма, Микула має в середньокарпатських говорах закінчення -ом (Микитом, Кузьмом, Микулом) замість -ою (Микитою, Кузьмою, Микулою); у східнокарпатських і покутсько-буковинських говорах зустрічаються усічені форми кличного відмінка Марі, Гафі, Мико (замість Маріє, Гафіє, Миколо) та ін.
Існують також деякі діалектні відмінності і в творенні варіантів імен.
Останнім часом спостерігається нівеляція діалектних особливостей у сфері іменування людей. Так звичні для українців імена Ходор/Хведір, Ївга, Векла, Пилип і подібні, стали винятково Федір, Євгенія (Євген), Фекла (або Фьокла, як у російській), Філіп. Особливо, варто виокремити літеру Ф, як штучну, чужу, а подекуди ворожу для української мови, через те, що нівелює типові українські риси в мові. У росіян та поляків, як головних нав'язувачів своїх мов і мовних особливостей, літера Ф розвинулась природним шляхом оглушенням літери В, в українській мові В ніколи не глухне, завжди дзвінко, а часто як і в білоруській мові приймає звук Ў (ув), як у словах: немов, любов, дівка, авдиторія (аудиторія). При цьому питому Ў розглядають не як окрему літеру, а лиш як «інше» звучання літери В, а чужу Ф, яку українці завжди подавали як ХВ (перед голосними), Х (перед приголосними), інколи Т (Федір=Тодор) або П (Афанасій=Панас), цілком доречною. Так наприклад, такі видатні особи та поборники української мови й нації як Хведір Кіндратович Вовк та Кузнецова Ївга Хведорівна «змінили» своє ім'я, без власного відому, ставши Федором та Євгенією.

## Варіанти імен
Імена в залежності від ситуації мовлення можуть виступати у найрізноманітніших видозмінах. Поряд з офіційними повними документальними іменами існують розмовно-побутові варіанти — скорочені, чи усічені, здрібніло-пестливі та згрубіло-зневажливі.
Явище варіантності властиве і документальним іменам. Загальнонаціональні варіанти документальних імен виникли у процесі освоєння давніх запозичень і відображають взаємодію літературно-книжної та усно-розмовної традицій у розвитку української мови. З основних фонетико-морфологічних явищ, що створюють варіанти цього типу, можна назвати:
1. чергування голосних звуків (Антон — Онтін, Никон — Никін, Єремія — Веремій; Євсей — Овсій, Єфрем — Охрім; Аверкій — Оверкій, Оверко; Юліан — Уліян; Влас — Улас; Мойсей — Мусій);
2. чергування приголосних звуків (Амеросій — Амбросій; Устин — Устим, Панфіл — Памфіл; Парфен — Парком, Пархім; Фадей — Тадей, Феодосія — Теодозія; Стефан — Степан; Фотинія — Хотина);
3. скорочення початку чи кінцівки імені (іноді — і початкової і кінцевої частин): Ігнатій —Ігнат — Гнат, Іларіон — Ларіон, Гликерія — Ликера, Анастасій — Анастас, Арсеній — Арсен, Прокопій — Прокіп та ін.

Число варіантів чоловічих імен, як правило перше ім'я є церковним оригіналом, а друге його інтерпретацією в народі (частина з них належить до розмовного фонду) поповнюють типові для української мови утворення на -а, -о, -ко, -аш (-яш), -ош: Олексій — Олекса, Лавр — Лавро, Лев — Левко, Григорій — Грицько, Зиновій — Зінько, Ілля — Ілько — Ілаш, Лука — Луцько — Лукаш, Дорофій — Дорош, Єрофій —Ярош та ін.
У жіночих документальних іменах найпоширеніше варіювання закінчень -ія, -а (-я): Арсенія — Арсена, Євгенія —Євгена, Лукерія — Лукера, Наталія — Наталя, Наталка, Парасковія — Параска тощо.
Великою фонетичною і словотвірною різноманітністю відзначаються розмовно-побутові варіанти імен. На різних територіях України, крім спільного фонду цих варіантів, якими
користуються усі представники нації, існує також свій набір скорочених, зменшувально-пестливих та згрубіло-зневажливих найменувань.
Дослідник імен сучасних говорів Закарпаття Павло Чучка констатує, що 270 імен, які функціонують серед українського населення цього краю, реалізуються у 2200 варіантах. Наприклад, 70 варіантів має ім'я Ганна, серед них і місцеві типу Аннуца, Анда, Анцина, Аньча, Ганизя, Ганішка, Ганьча, Низя, Онизя, Онуша та ін. Понад сто розмовно-побутових варіантів
імені Іван засвідчила Л. В. Кракалія в буковинських говорах. Деякі з них виникли в процесі багатовікових контактів українського народу з молдовським, як-от: Івануца, Івон, Івоніка, Івонел. Варіанти імені Марія: Маріука, Марікуца, Маріуца, Маріца, Маріучка, Марійора, Марцьола тощо. Місцеві риси мають розмовно-побутові імена й інших регіонів України.
На здатність імен варіюватися не завжди зважають при оформленні документів, що викликає ряд небажаних явищ: у документи потрапляють повні імена у місцевій звуковій оболонці, замість повних імен фіксуються розмовно-побутові усічені варіанти, у документах тієї самої особи трапляються різні варіанти імені тощо. Це неминуче призводить до юридичних ускладнень (див. далі).

## Лексикографія
Словники українських імен почали видавати уже на початку 20 століття. Важливу роль відіграв словник «Крестные имена людей», що вийшов у 1909 році як додаток до четвертого тому «Словаря української мови» за редакцією Б. Д. Грінченка. У 1954 році в Інституті мовознавства ім. О. О. Потебні АН УРСР було створено (укладачі Н. П. Дзятківська, С. П. Левченко, Л. Г. Скрипник) і надруковано за редакцією члена-кореспондента АН УРСР І. М. Кириченка «Українсько-російський і російсько-український словник власних імен людей», який став основою для наступних чотирьох доповнених і уточнених видань (1961, 1967, 1972, 1976).
У 1986 р. побачила світ праця Л. Г. Скрипник і Н. П. Дзятківської «Власні імена людей» за редакцією академіка HAH України В. М. Русанівського, яка помітно відрізняється від п'ятого видання «Словника власних імен людей» (1976) назвою, типом видання (словник-довідник), структурою (введено нові розділи), обсягом інформації про імена і прізвища та ін.,
що стало підставою вважати цю працю не повторенням попереднього видання, а новим.

## Сучасні поширені імена серед українців
Сьогодні українці продовжують послуговуватися традиційним набором імен, який складався, очевидно, тисячоліттями.
За часів Радянського Союзу спостерігались деякі тенденції уніфікації. Спостерігалась, наприклад, значна концентрація імен, тобто невелика кількість їх охоплювала переважну більшість новонароджених. Так, за підрахунками, проведеними за даними РАГСів, у місті Ульянівську шість найпоширеніших чоловічих імен (Сергій, Олександр, Андрій, Володимир, Ігор, Богдан) і шість жіночих (Олена, Світлана, Наталія, Ірина, Ольга, Марина) одержали майже три чверті всіх народжених у 1967 році хлопчиків та дівчаток. Така ж група найпоширеніших імен (з незначними змінами) отримала першість того року і в місті Києві. Всього у 1967 в місті було використано лише 66 жіночих і 52 чоловічих імені. Більше того, п'ять жіночих імен (Олена, Ірина, Світлана, Тетяна, Наталія) охопили половину маленьких киянок. А серед чоловічих імен першість зайняли Олександр, Сергій, Олег, Володимир, Ігор.
Нині на вибір старих традиційних імен (в іменнику — маловживані), як стверджують інформанти, впливають такі чинники:
1. прагнення відтворити занедбану культуру українського народу, яка обов'язково відображалася в іменнику;
2. підвищений інтерес окремих українців до історії рідного краю;
3. бажання вибрати дитині оригінальне українське ім'я та ін.

### Чоловічі
- Аарон (біблійне)
- Августин (від християнського святого)
- Авесалом (біблійне, син царя Давида)
- Аврелій (Аврел)
- Адам (біблійне, праотець)
- Адріян (Адріан)
- Азар (Азарій)
- Алевтин
- Альберт (від християнського святого)
- Амвросій (від християнського святого — отця церкви)
- Амнон (біблійне, син царя Давида)
- Амос (біблійне)
- Анастас (Анастасій)
- Андрій (біблійне)
- Антоній (Антон, Антін)
- Аркадій
- Арсен (Арсеній, від християнського святого — отця церкви)
- Артем (біблійне)
- Архип (Орхип, біблійне)
- Артем
- Атанас (Афанасій, від християнського святого — отця церкви)
- Аскольд, Оскольд
- Бернард (від християнського святого)
- Благослав (словацьке)
- Богдан
- Богодар
- Богомил
- Богуслав
- Болеслав
- Божидар (болгарське)
- Борис (від християнського святого)
- Борислав
- Боронислав (Броніслав, польське)
- Вадим
- Валентин (від християнського святого)
- Валерій
- Варфоломій (біблійне)
- Василь (від християнського святого — отця церкви)
- Венедикт (від християнського святого)
- Веніямин (біблійне)
- Віктор
- Віталій
- Владислав
- Володимир (слов'янське, від християнського святого)
- В'ячеслав
- Гаврило (Гавриїл, біблійне від архангела)
- Геннадій
- Георгій (від християнського святого)
- Герман (від християнського святого)
- Гордій
- Григорій (від християнського святого)
- Гліб (від християнського святого)
- Данило (Даниїл, біблійне)
- Давид (біблійне)
- Дан (біблійне)
- Даян (болгарське)
- Демид
- Дем'ян (від християнського святого)
- Джавелін (від гранатомета)
- Дмитро (біблійне)
- Добромил (чеське)
- Доброслав (словацьке)
- Домінік (від християнського святого)
- Драган (сербське)
- Драгомир (сербське)
- Драгослав (чеське)
- Душан (чеське)
- Захар (біблійне)
- Зенон (від християнського святого)
- Зигмунд
- Зиновій
- Зорян (нове за походженням — від апелятива зоря)
- Іван (біблійне)
- Ігнат (від християнського святого — Ігнатія Богоносця)
- Ігор
- Ілля (біблійне)
- Іреней (від християнського святого — отця церкви)
- Ісай (Ісая, біблійне)
- Едуард
- Еміль
- Ерік (шведське, від християнського святого)
- Езра (біблійне)
- Євген
- Єлезар (біблійне)
- Єлисей (біблійне)
- Єремій (Єрем, Єремія) (біблійне)
- Єфрем (біблійне)
- Йоав (біблійне)
- Йона (біблійне)
- Йонатан (біблійне)
- Йосип (біблійне)
- Йосафат (біблійне)
- Йордан (болгарське)
- Каміл (чеське)
- Карпо
- Казимир (від християнського польського святого)
- Кенан (біблійне, праотець)
- Климент
- Корнило
- Корнилій (біблійне)
- Костянтин (від християнського святого, імператора Костянтина)
- Кузьма (від християнського святого)
- Кирило
- Лаврін
- Левко
- Лесь
- Леон
- Леонід
- Леонтій
- Леопольд (від християнського святого, короля Австрії)
- Лука (біблійне)
- Лук'ян (від християнського святого)
- Натан (біблійне, від пророка Натана)
- Кирило (від християнського святого)
- Макар (від християнського святого)
- Максим (від християнського святого)
- Маркіян (від християнського святого)
- Марко (біблійне)
- Мартин
- Мар'ян
- Матвій (Матфей) (біблійне)
- Маттій (біблійне)
- Мелетій
- Методій (Мефодій) (від християнського святого)
- Мілен (болгарське)
- Мілош (словацьке)
- Микита
- Микола (Миколай) (біблійне)
- Мирон
- Мирослав
- Михайло (від архангела)
- Младен (болгарське)
- Мойсей (біблійне)
- Назар (Назарій від назорей — біблійне)
- Нестор (від християнського святого)
- Никанор (біблійне)
- Никифор (біблійне)
- Ной (біблійне, праотець)
- Олег
- Олекса
- Олександр
- Олесь
- Омелян
- Онисим (біблійне)
- Онисифор (біблійне)
- Опанас (Афанасій, від християнського святого)
- Орест
- Остап
- Охрім
- Петро (біблійне)
- Павло (біблійне)
- Панас (Афанасій, від християнського святого)
- Пантелеймон (від християнського святого)
- Пармен (біблійне)
- Патрик (Патрикій, від християнського святого)
- Пилип (біблійне)
- Пламен (болгарське)
- Прохір (Прохор, біблійне)
- Радомир (чеське)
- Радослав
- Рафаїл (Рафаель, біблійне від архангела)
- Роберт
- Роман (від християнського святого)
- Ростислав
- Рувим (біблійне)
- Рудольф
- Руслан
- Самійло
- Самуїл (біблійне)
- Світлан
- Святослав
- Северин
- Семен
- Серафим (біблійне від ангела)
- Сергій
- Силуан (біблійне)
- Симеон (біблійне)
- Симон (біблійне)
- Соломон (біблійне)
- Спас
- Станимир (болгарського походження)
- Станіслав (від християнського польського святого)
- Степан
- Стефан (біблійне)
- Стоян (болгарське)
- Тарас (Тарасій, від християнського святого)
- Теодор
- Тимотей (біблійне)
- Тимофій (біблійне)
- Тимур
- Тит (біблійне)
- Трохим
- Уриїл (від архангела)
- Устим
- Федір
- Феодосій (від Християнського Святого, Києво-Печерського)
- Феофан (від християнського святого)
- Филемон (біблійне)
- Франц (німецьке, відоме в Галичині на поч. 20-го ст.)
- Фредрік (Фредерик, данське)
- Хома (біблійне)
- Християн
- Христофор (від християнського святого)
- Ювеналій
- Юлій
- Юліан
- Юрій
- Юст (біблійне)
- Юхим
- Яків (біблійне)
- Ярема
- Яромир (чеське)
- Ярослав
- Ясен (болгарське)
- Ясон (біблійне)

### Жіночі
- Ада (біблійне)
- Аліна
- Алла
- Альбіна
- Амалія
- Анастасія
- Аніта
- Анжела
- Ганна
- Біляна (сербське)
- Богуслава
- Богдана
- Божена (чеського походження)
- Валентина
- Валерія
- Варвара
- Василина
- Велана (словенське)
- Вероніка
- Весна (болгарського походження)
- Вікторія
- Віолетта
- Віра
- Володимира
- Галина
- Гордана (сербське)
- Дар'я, Дарія (перського походження)
- Данна
- Дарина
- Джавеліна (від гранатомета)
- Драга (словенське)
- Едита
- Єва (біблійне)
- Єлисавета
- Емілія
- Еріка
- Ірина
- Ірена
- Злата
- Златослава
- Камілла
- Кася
- Клавдія
- Лариса
- Лаура
- Ліза (від Єлизавета)
- Лілія
- Лія (біблійне)
- Людмила
- Любов
- Магда
- Магдалина
- Марія (біблійне)
- Марина
- Марта
- Мар'яна
- Маруся
- Михайлина
- Мілена (словенське)
- Міяна
- Надія
- Наталія
- Павлина (біблійне від Павло)
- Пріска
- Розалія
- Сара (біблійне)
- Сесілія (Цецілія)
- Святослава
- Сніжана (сербське)
- Соломія
- Софія
- Одарка
- Оксана
- Оксенія
- Олександра
- Олена
- Ольга
- Орина
- Орися
- Рахіль (біблійне)
- Ревека (біблійне)
- Роксолана
- Світлана
- Степанія (Стефанія)
- Тереза
- Тетяна
- Юлія
- Юстина
- Пилипина (Філіппіна)
- Христина
- Яна
- Ярина
- Ярослава
- Ясна (словенське)